# 钠柱石
钠柱石（英語：Marialite） 是一種矽酸鹽礦物，純钠柱石其化學式為 Na4Al3Si9O24Cl。它是方柱石固溶體的終端礦物之一，另一終端礦物是鈣柱石（meionite）。若含鈣柱石，其化學式則為 Na4(AlSi3O8)3(Cl2,CO3,SO4)  。钠柱石是一種稀有礦物，通常被收藏。

### 晶體學
钠柱石具有四方晶體中的 4/m 晶體分類。它具有 90° 鏡面的 4 折疊旋轉。晶體通常是棱柱形，具有明顯的的棱柱和雙錐體形式 。
钠柱石屬於負光單軸學，具有一個圓形截面和一個斜扁圓形主截面。

### 發現和產狀
钠柱石於 1866 年首次在意大利坎帕尼亞的 Phlegrean 火山複合體中被德國礦物學家 Gerhard vom Rath 發現。並以他的妻子 Maria Rosa vom Rath 命名。
钠柱石是在高壓和/或高溫環境中形成的礦物，在區域和接觸變質區中都有， 例如：大理岩、鈣質片麻岩、麻粒岩和綠片岩等。在矽卡岩、偉晶岩和熱液蝕變的火山岩中也有。。